# Klemmetgrundet
Klemmetgrundet is een Zweeds eiland behorend tot de Pite-archipel. Het eiland was een ondiepte (grundet) voor Klemmeten maar steekt anno 2008 permament boven water uit. Krokamargit heeft geen oeververbinding en er staan enkele zomerhuisjes op.